# Tetrastigma maluense
Tetrastigma maluense är en vinväxtart som beskrevs av Carl Karl Adolf Georg Lauterbach. Tetrastigma maluense ingår i släktet Tetrastigma och familjen vinväxter. Inga underarter finns listade i Catalogue of Life.